# Glasgow Village
Glasgow Village és una concentració de població designada pel cens dels Estats Units a l'estat de Missouri. Segons el cens del 2000 tenia 5.234 habitants.

## Demografia
Segons el cens del 2000, Glasgow Village tenia 5.234 habitants, 1.888 habitatges, i 1.406 famílies. La densitat de població era de 2.173 habitants per km².
Dels 1.888 habitatges en un 41,2% hi vivien nens de menys de 18 anys, en un 43,6% hi vivien parelles casades, en un 26,4% dones solteres, i en un 25,5% no eren unitats familiars. En el 22,3% dels habitatges hi vivien persones soles l'11,6% de les quals corresponia a persones de 65 anys o més que vivien soles. El nombre mitjà de persones vivint en cada habitatge era de 2,77 i el nombre mitjà de persones que vivien en cada família era de 3,23.
Per edats la població es repartia de la següent manera: un 33,7% tenia menys de 18 anys, un 8,2% entre 18 i 24, un 29% entre 25 i 44, un 14,4% de 45 a 60 i un 14,7% 65 anys o més.
L'edat mediana era de 31 anys. Per cada 100 dones de 18 o més anys hi havia 78,5 homes.
La renda mediana per habitatge era de 36.213 $ i la renda mediana per família de 39.795 $. Els homes tenien una renda mediana de 34.211 $ mentre que les dones 27.318 $. La renda per capita de la població era de 17.667 $. Entorn del 12,6% de les famílies i el 13% de la població estaven per davall del llindar de pobresa.

## Poblacions més properes
El següent diagrama mostra les poblacions més properes.